# Joseph Warmuth
Joseph Warmuth (* 28. Februar 1834 in Geldersheim bei Schweinfurt; † 8. Juni 1903 ebenda) war Mitglied des Reichstags des Deutschen Kaiserreichs.

## Lebe n
Joseph Warmuth war Landwirt und Hofbesitzer in Geldersheim, einem Dorf in der Nähe von Schweinfurt in Unterfranken.
Von 1881 bis 1884 war er Reichstagsabgeordneter für den Wahlkreis Unterfranken 5 (Schweinfurt, Haßfurt, Ebern). Im Reichstag schloss er sich keiner Fraktion an, hospitierte jedoch in der Fraktion der Liberalen Vereinigung.